# TLE2
TLE2‏ (Transducin like enhancer of split 2) هوَ بروتين يُشَفر بواسطة جين TLE2 في الإنسان.